# 탱고 (플랫폼)

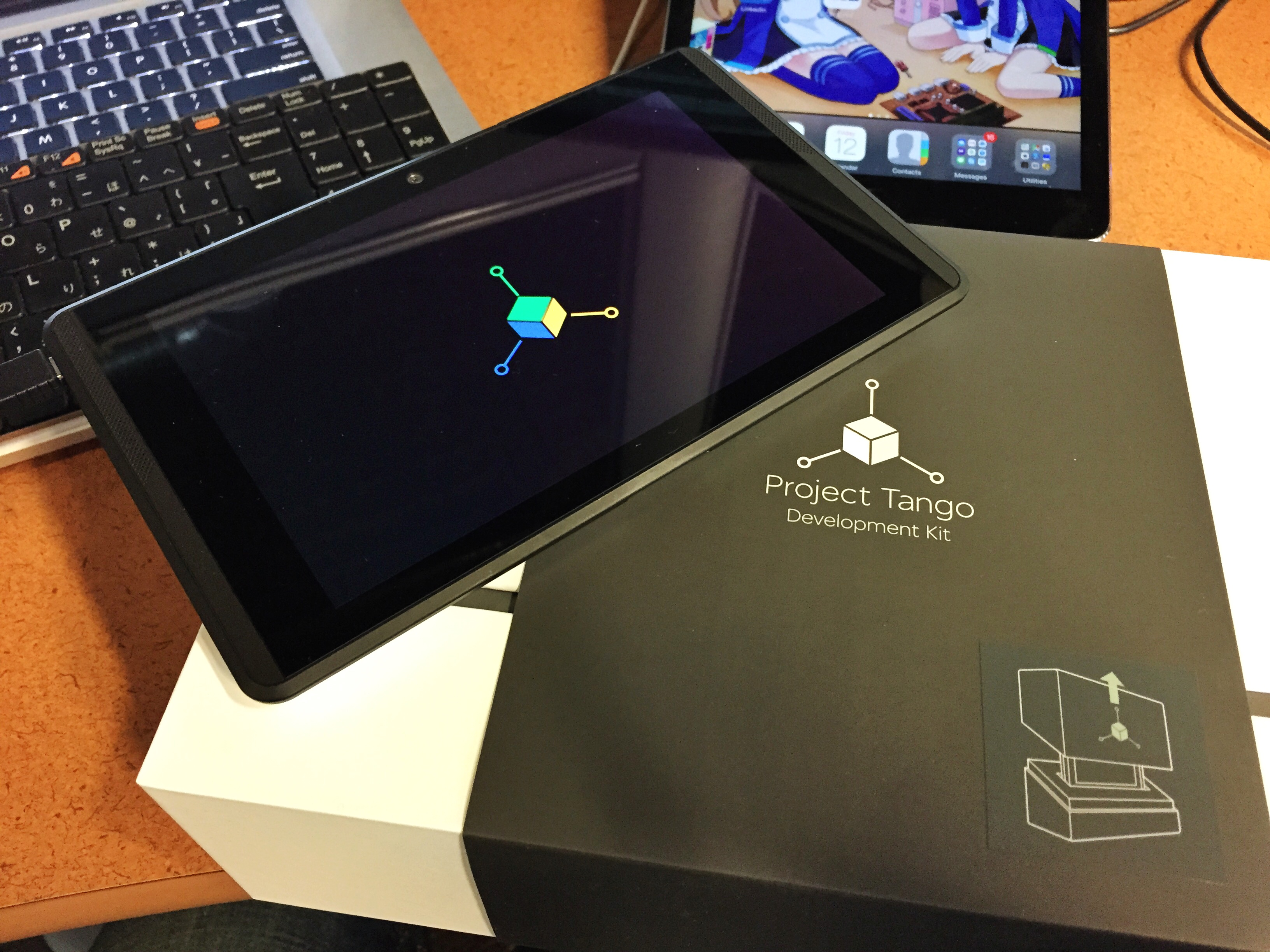
구글의 프로젝트 탱고 태블릿 (2014년)

탱고(Tango, 과거 명칭: 프로젝트 탱고)는 컴퓨터 비전을 사용하여 스마트폰과 태블릿과 같은 모바일 장치가 GPS나 다른 외부 신호에 의지하지 않고 주변 세계의 상대적인 위치를 감지하는, 구글이 개발한 기술 플랫폼이다. 응용 프로그램 개발자들이 실내 내비게이션, 3차원 매핑, 물리 공간 측정, 환경 인식, 증강현실, 가상 세계로의 창을 포함하는 사용자 체험을 만들 수 있게 한다.
스컹크웍스 그룹의 최초 제품인 탱고는 마이크로소프트의 키넥트의 주 기여자이자 컴퓨터 과학자 조니 리가 주도하는 팀이 개발하였다.
레노버 테크 월드 2016에서 레노버는 "탱고"라는 이름으로 출시하면서 탱고 기반의 세계 최초의 소비자용 전화를 런칭했다.

## 같이 보기
- 컴퓨터 비전